# Triumph Toledo
La Triumph Toledo est une voiture compacte produite par British Leyland au Royaume-Uni de 1970 à 1976.

## Conception
La Toledo, commercialisée en août 1970, était une version moins chère de la Triumph 1300, elle-même remplacée par la Triumph 1500. La Toledo, comme la 1500 à traction avant, était équipée d'une nouvelle calandre séparée en deux à l'avant, mais à la place des doubles phares ronds de la 1500, elle recevait de simples phares rectangulaires installées dans une calandre en plastique gris. L'arrière était identique à celui de la 1300, à l'exception des feux arrière au dessin design plus simple et plat.
Le plus grand changement pour la Toledo fut le passage à la propulsion et à l'essieu arrière dynamique (toujours avec des ressorts hélicoïdaux), dans un souci de simplicité et de diminution des coûts de production. L'intérieur était également moins cher, avec du bois uniquement sur le tableau de bord composé d'une simple planche avec des trous percés pour l'instrumentation assez basique. L'intérieur était cependant un cran au-dessus de la plupart des autres petites voitures à une époque où le plastique noir était monnaie courante.

## Motorisations
Initialement, la Toledo n’est disponible qu'en berline à deux portes avec le moteur Standard SC de 1 296 cm3 de cylindrée, produisant 60 ch (44,1 kW). Les freins à tambour sont montés sur les quatre roues et il n’y a pas d'overdrive ou de boite automatique disponible en option.
En mars 1971, une version « spéciale export » à quatre portes est présentée au Salon de l’automobile de Genève, avec un moteur de 1 500 cm3 de cylindrée à carburateur unique, ou double carburateurs sur la version TC (Pour « Twin Carburettor », double carburateur), produisant respectivement 63 et 66 ch (45 et 48 kW).

## Carrosserie
À partir de fin août 1971, le modèle à quatre portes était également disponible sur le marché anglais. La Toledo quatre portes présentait les mêmes panneaux latéraux que la Triumph 1300. L'aménagement intérieur était quasiment identique sur les deux versions, mais les clients de la berline quatre portes recevaient en plus deux cendriers dans chacune des portes supplémentaires . Des pneus à carcasse radiale étaient montés à la place des pneus à carcasse diagonale montés sur les versions deux portes, compensant les 50 kg (environ) dus aux deux portes supplémentaires.
Dans son allure générale le modèle deux portes différait très peu du modèle quatre portes plus populaire. Les deux portes présentaient des pare-chocs avant et arrière non enveloppants (cela changea en 1973 pour des pare-chocs complètement enveloppants), tandis que dès le début les modèles quatre portes recevaient des pare-chocs enveloppants. Deux pare-chocs plus bas à l'avant étaient montés sur le modèle deux portes. Ceux-ci furent supprimés sur les voitures à partir de fin 1972, début 1973.
Les spécifications se sont progressivement améliorées au fil des ans. En octobre 1972, des freins à disque avant ont été installés de série sur les deux modèles et une lunette arrière chauffante est devenue un équipement standard fin 1973, début 1974.
En mars 1975, la version deux portes fut arrêtée. Le modèle quatre portes a continué sa production pendant une autre année, mais sous une forme améliorée. La boîte de vitesses à trois rails Triumph Herald existante fut remplacée par une boîte de vitesses à un rail de type Triumph Spitfire 1500 et la voiture a été équipée d'un nouvel embrayage. Les nouvelles Toledo étaient également équipées d'habillages de carrosserie latéraux, d'une nouvelle calandre noire (remplaçant la calandre de type argent) et d'une garniture en acier inoxydable ajoutée à la gouttière de toit latérale. L'équipement de série s'améliora également avec un rétroviseur intérieur, un témoin d'avertissement de ceinture de sécurité, des sièges avant inclinables (auparavant en option), deux feux de recul (également auparavant en option), un allume-cigare, des feux de détresse et un rétroviseur extérieur côté conducteur. Un pare-brise stratifié, des appuie-tête avant et des revêtements de siège en nylon brossé faisaient partie des options disponibles. La Toledo a finalement été remplacé par les Dolomite 1300 et 1500 en mars 1976. La production totale était de 119 182 voitures, ce qui en fait l'une des petites berlines les plus produites par Triumph.
Grâce à des kits complete Knock Down Triumph, des Toledo étaient encore en cours d'assemblage par la New Zealand Motor Corporation en 1977 pour le marché néo-zélandais et enregistrées jusqu'en 1978. Ces dernières Toledo recevaient certains raffinements des Dolomites post-1976, notamment une calandre argentée et des bandes de caoutchouc sur le côté. Cependant, elles conservaient la carrosserie Toledo plus courte.
Les mises à jour techniques étaient aussi rares que les améliorations esthétiques. En octobre 1971, le taux de compression passa de 8,5: 1 à 9: 1 pour la version 1500, augmentant la puissance de 61 ch (45 kW) à 64 ch (47 kW). En octobre 1972, les freins à disque avant, auparavant en option, furent montés de série. En mars 1975, la version TC à double carburateurs a vu son taux de compression relevé lui permettant de disposer de 71 ch (52 kW).
Les performances étaient dans la moyenne de la catégorie, la vitesse maximum étant d'environ 137 à 145 km/h (le compteur de vitesse des versions 1500 étant très optimiste) et l'accélération de 0 à 100 km/h se faisant en 17,1 secondes pour la version 1300 et 13,6 secondes pour la TC.
En 1973 Triumph développa une Toledo "TS" deux portes. Cette voiture qui comportait un moteur 1500 à double carburateur, n'entra jamais en production.

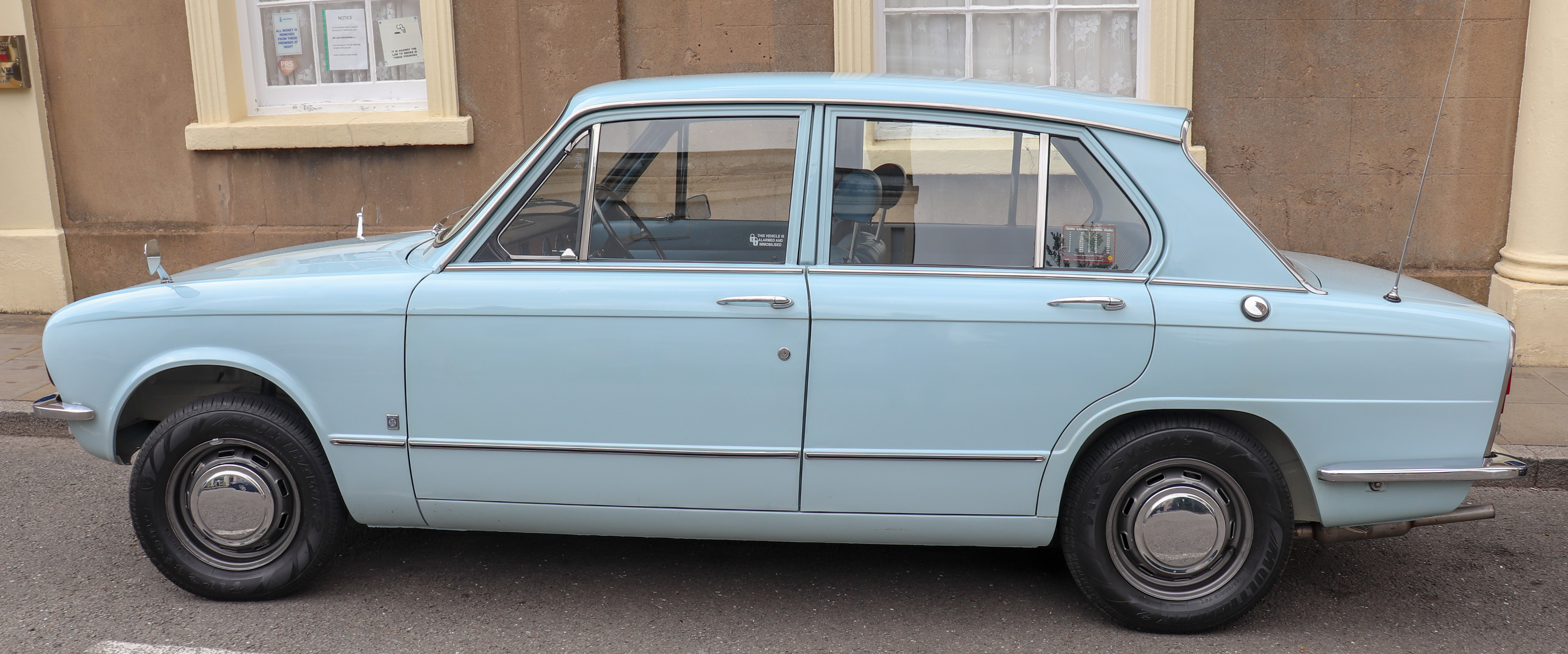
Triumph 1300 berline 4 portes
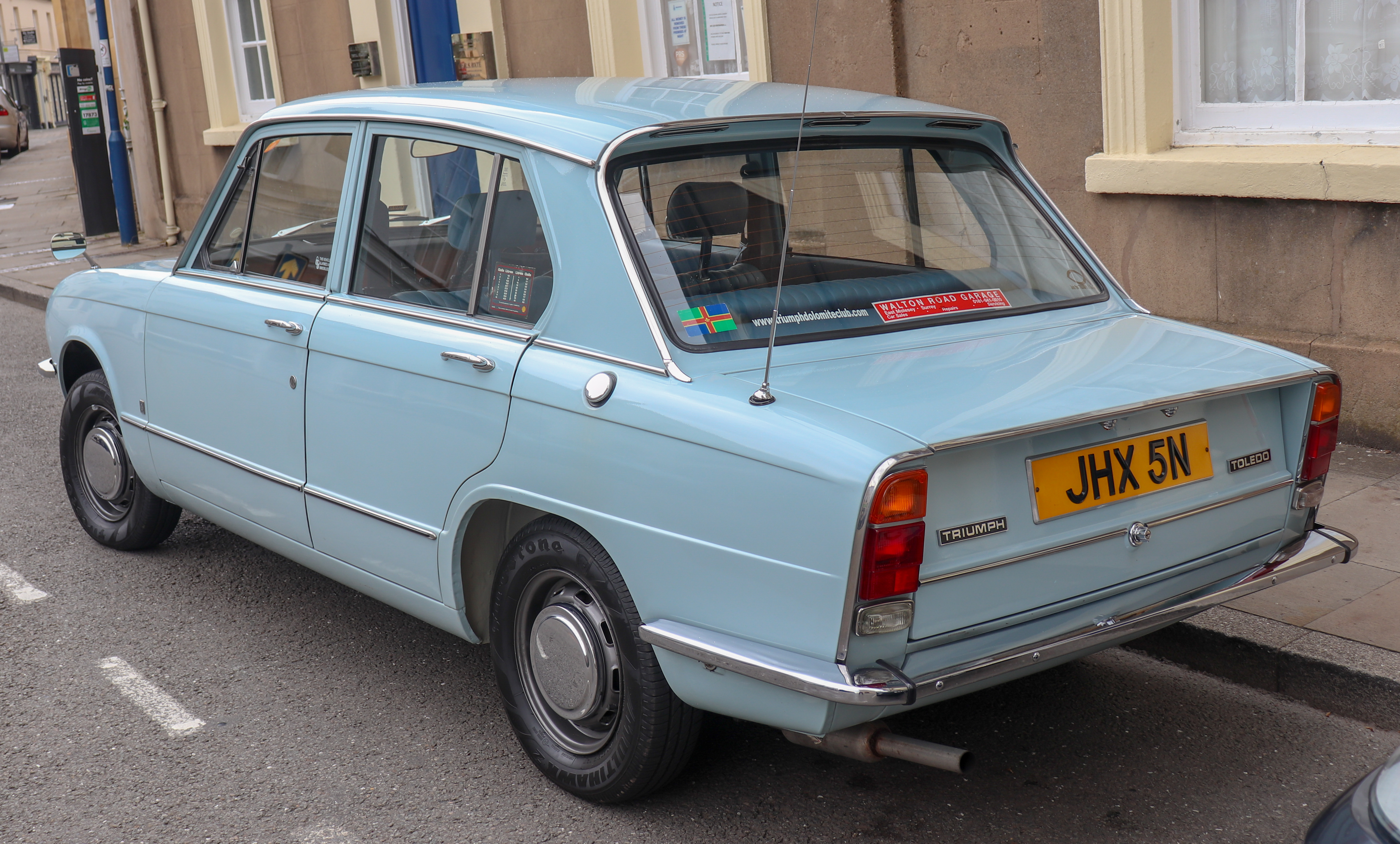
Triumph 1300 berline 4 portes
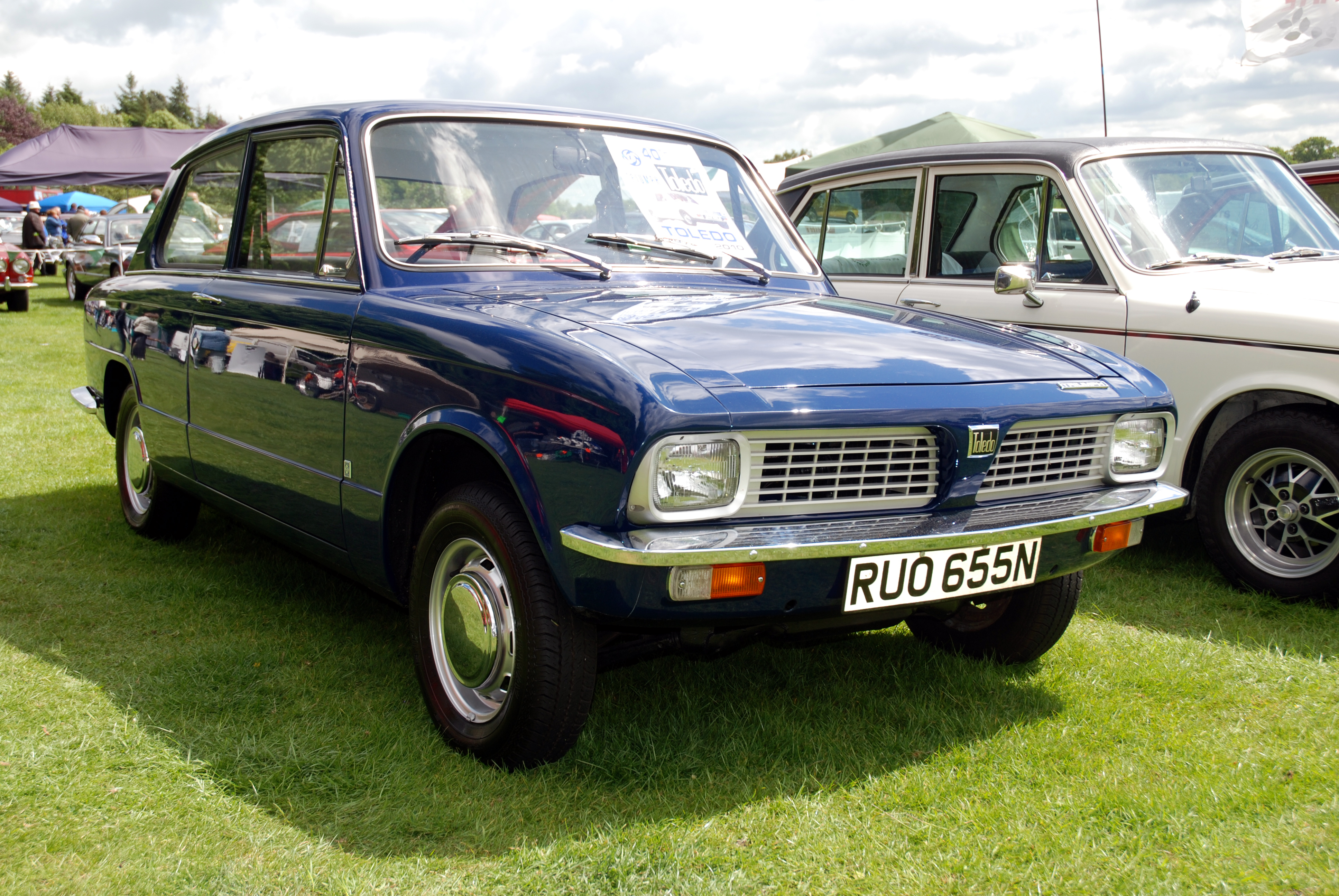
Triumph Toledo berline 2 portes

## Rappel de véhicules
En août 1973, avec les modèles 1500 et Dolomite, la Triumph Toledo a fait l'objet du plus grand rappel de véhicules du Royaume-Uni à cette date. Le rappel a touché 103 000 voitures et impliquait le remplacement d'une jambe de force avant sur l'ensemble de suspension avant, ce qui réduisait le risque que le composant se brise et rende la voiture impossible à diriger. Les fabricants ont déclaré qu'ils avaient reproduit le défaut en conduisant la voiture contre un trottoir entre 10 et 24 km/h. Bien que le constructeur ait procédé au rappel, celui-ci insistait sur le fait que les conditions d'un tel défaut ne pouvait « résulter que d'une mauvaise utilisation ».